# Anda Čakša
Anda Čakša, née le 11 juillet 1974 à Sigulda, est une femme politique lettonne, membre du parti Unité.
Elle est ministre de la Santé entre le 11 juillet 2016 et le 23 janvier 2019 puis ministre de l'Éducation et de la Science entre le 14 décembre 2022 et le 26 février 2025.

## Biographie
Anda Čakša est diplômée de l'académie médicale de l'Université Stradins de Riga et obtient son doctorat en 1999. En 2007, elle obtient un MBA en maîtrise en gestion de la santé à l' Université internationale d'économie et d'administration des affaires de Riga (en).
Elle travaille à la Clinique pédiatrique de l’hôpital universitaire de Riga de 2001 à 2005,.